# South Saturn Delta
A South Saturn Delta Jimi Hendrix egyik albuma. 1997-ben jelent meg.

## Az album dalai
Minden dalt Jimi Hendrix írt, kivéve, ahol jelölve van.
1. "Look Over Yonder" – 3:25
2. "Little Wing" – 2:44
3. "Here He Comes (Lover Man)" – 6:33
4. "South Saturn Delta" – 4:07
5. "Power of Soul" – 5:20
6. "Message to the Universe (Message to Love)" – 6:18
7. "Tax Free" (Bo Hansson) – 4:56
8. "All Along the Watchtower" (Bob Dylan) – 4:01
9. "Stars That Play with Laughing Sam's Dice" – 4:21
10. "Midnight" – 5:32
11. "Sweet Angel (Angel)" – 3:55
12. "Bleeding Heart" (Elmore James) – 3:15
13. "Pali Gap" – 5:08
14. "Drifter's Escape" (Bob Dylan) – 3:05
15. "Midnight Lightning" – 3:07